# Inocybe teraturgus
Inocybe teraturgus är en svampart som tillhör divisionen basidiesvampar, och som beskrevs av Meinhard (Michael) Moser. Inocybe teraturgus ingår i släktet Inocybe, och familjen Crepidotaceae. Arten är reproducerande i Sverige.